# Катастрофа Cessna 560XL в Сантусе
Катастрофа Cessna 560XL в Сантусе — авиационная катастрофа, произошедшая 13 августа 2014 года в городе Сантус (Бразилия, штат Сан-Паулу). На борту находилось семь человек: два члена экипажа и пять пассажиров, в том числе Эдуарду Кампуш — кандидат в президенты на всеобщих выборах 2014 года, общенациональный лидер Социалистической партии, губернатор штата Пернамбуку. Все они погибли. Планировалось, что бывший сенатор и кандидат в вице-президенты Марина Силва тоже сядет на этот рейс, но позже она отказалась. Эта катастрофа может изменить итог выборов и политическое будущее страны, так как после смерти Кампуша, Силва получила возможность стать новым кандидатом на пост президента.

## Обстоятельства
13 августа 2014 года в 9 часов утра самолёт «Cessna 560XL Citation Excel» частной авиакомпании «AF Andrade Empreendimentos e Participações Ltda» вылетел из аэропорта Сантос-Дюмон в Рио-де-Жанейро. Из-за плохих погодных условий перед посадкой на авиабазе города Сантус, а именно, тумана, ветра в 12 км/ч и мокрой посадочной полосы, самолёт пошёл на второй круг, связь с ним была потеряна в 9:23 утра по местному времени, после чего около 10:00 самолёт упал на два жилых дома и гимназию Сантуса, пробив стены нескольких домов. Свидетели сообщили, что самолет загорелся за несколько минут до аварии и попытался увернуться от зданий.

## Последствия
Все 7 человек, находившихся на борту самолёта, погибли, а именно направлявшийся на предвыборные мероприятия бывший губернатор штата Пернамбуку и кандидат на пост президента Бразилии от Социалистической партии на предстоящих выборах 5 октября Эдуарду Кампуш, советник Педро Альмейда Валадарес Нето, сотрудник пресс-службы Карлос Аугусто Рамос Лил Фильо, фотограф Александр Северо Гомес-и-Сильва, сотрудник избирательного штаба Марсело де Оливейра Лира, два пилота Маркос Мартинс и Гералдо Кунья. Опознание останков будет осуществляться посредством изучения стоматологических записей и ДНК. Военные проводят поиск чёрного ящика самолета.
Жители местных домов были доставлены в больницу с травмами, в частности из шести человек один был отпущен сразу, пять других находятся в больнице с легкими травмами: двое — дети 1 года и 9 лет, три  женщины — одна пожилого возраста.

## Расследование
В Отделе по связям с общественностью компании-владельца самолёта сообщили, что на месте посадки были плохие погодные условия, после чего диспетчерские службы потеряли связь с самолётом. Было сообщено о начале расследования катастрофы. 15 августа был найден «черный ящик» самолёта, однако на нём не было обнаружено никаких записей, кроме одной, которая никак не относится к произошедшему. Пресс-секретарь ВВС Бразилии Педру Луис Фарсик сказал, что время записи пока не установлено

## Реакция
- Бразилия:

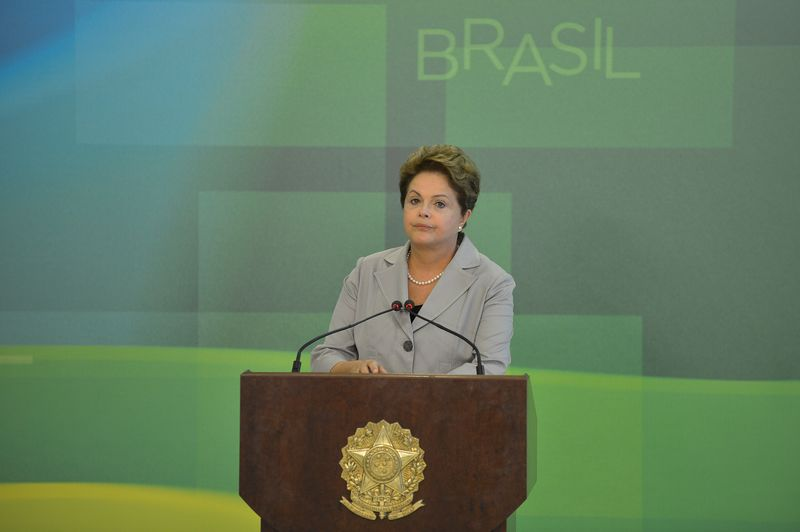
Дилма Русеф делает заявление по поводу катастрофы, 13 августа 2014 года.

Президент Бразилии Дилма Русеф отменила все мероприятия в рамках предвыборной кампании, запланированные на ближайшие три дня и объявила трёхдневный траур по всей стране. Она выразила соболезнования жене Кампуша Ренате и сыну Мигелю, сказав, что «мы потеряли сегодня великого бразильца, Эдуарду Кампуша. Мы потеряли великого товарища», и назвав его «великим политическим лидером».
Вице-президент Бразилии Мишел Темер сказал, что нет «никаких слов, чтобы описать трагедию, которая сегодня обрушилась на бразильскую политику. Эдуарду Кампуш был политиком с принципами и ценностями, передавшимися ему через семью и осуществляемых с достоинством и честью на протяжении всей своей карьеры в парламенте и исполнительной власти».
Кампуш мог оказать реальное сопротивление Русеф на выборах, потому что заключил союз с бывшим кандидатом в президенты Мариной Силвой и по опросам мог получить до 10 % голосов избирателей. Социалистической партии было дано 10 дней на выдвижение другого кандидата. Через несколько дней была выдвинута кандидатура Силвы, а её советник Базилеу Маргариду подчеркнул, что теперь кандидатуру предстоит одобрить верховному совету партии на заседании 20 августа.
- США:

Заместитель главы пресс-службы Государственного департамента США Мари Харф сказала, что «мы огорчены этой трагедией и выражаем наши глубокие соболезнования его семье и друзьям».
- Россия:

Президент России Владимир Путин в послании Русеф отметил, «примите глубокие соболезнования по случаю крушения самолёта в городе Сантос, повлёкшего гибель людей, в том числе видного политического деятеля, кандидата в президенты Бразилии Эдуарду Кампуша. Прошу передать слова сочувствия и поддержки родным и близким погибших, а также пожелания скорейшего выздоровления пострадавшим».